# 20.ª etapa del Giro de Italia 2020
La 20.ª etapa del Giro de Italia 2020 tuvo lugar el 24 de octubre de 2020 entre Alba y Sestriere sobre un recorrido de 190 km y fue ganada por el británico Tao Geoghegan Hart del equipo INEOS Grenadiers por delante del australiano Jai Hindley del equipo Sunweb que se colocó como nuevo líder de la general. Con las bonificaciones que se repartieron, ambos llegaron a la última etapa igualados a tiempo en la clasificación y el desempate se da en virtud de los 86 centésimas de segundo que tiene a favor Jai Hindley debido a las contrarreloj disputadas. Este empate se da por primera vez en la historía del Giro.

## Clasificación de la etapa
| \| Clasificación de la etapa \| Clasificación de la etapa \| Clasificación de la etapa \| Clasificación de la etapa \| Clasificación de la etapa \| \| Ciclista \| Ciclista \| Equipo \| Tiempo \| \| \| ------------------------- \| ------------------------- \| ------------------------- \| ------------------------- \| ------------------------- \| \| 1.º \| Tao Geoghegan Hart \| Ineos Grenadiers \| 4 h 52 min 45 s \| \| \| 2.º \| Jai Hindley \| Team Sunweb \| + 0 s \| \| \| 3.º \| Rohan Dennis \| Ineos Grenadiers \| + 25 s \| \| \| 4.º \| João Almeida \| Deceuninck-Quick Step \| + 1 min 01 s \| \| \| 5.º \| Andrea Vendrame \| AG2R La Mondiale \| + 1 min 34 s \| \| \| 6.º \| Einer Rubio \| Movistar Team \| + 1 min 35 s \| \| \| 7.º \| Pello Bilbao \| Bahrain McLaren \| + 1 min 35 s \| \| \| 8.º \| Wilco Kelderman \| Team Sunweb \| + 1 min 35 s \| \| \| 9.º \| Attila Valter \| CCC Team \| + 1 min 48 s \| \| \| 10.º \| James Knox \| Deceuninck-Quick Step \| + 2 min 00 s \| \| |                    |                       |                 |
| |                    |                       |                 |
| Fuente: ProCyclingStats |                    |                       |                 |
| Clasificación de la etapa |                    |                       |                 |
| Ciclista | Ciclista           | Equipo                | Tiempo          |
| 1.º | Tao Geoghegan Hart | Ineos Grenadiers      | 4 h 52 min 45 s |
| 2.º | Jai Hindley        | Team Sunweb           | + 0 s           |
| 3.º | Rohan Dennis       | Ineos Grenadiers      | + 25 s          |
| 4.º | João Almeida       | Deceuninck-Quick Step | + 1 min 01 s    |
| 5.º | Andrea Vendrame    | AG2R La Mondiale      | + 1 min 34 s    |
| 6.º | Einer Rubio        | Movistar Team         | + 1 min 35 s    |
| 7.º | Pello Bilbao       | Bahrain McLaren       | + 1 min 35 s    |
| 8.º | Wilco Kelderman    | Team Sunweb           | + 1 min 35 s    |
| 9.º | Attila Valter      | CCC Team              | + 1 min 48 s    |
| 10.º | James Knox         | Deceuninck-Quick Step | + 2 min 00 s    |

## Clasificaciones al final de la etapa

### Clasificación general(Maglia Rosa)
| \| Clasificación general \| Clasificación general \| Clasificación general \| Clasificación general \| Clasificación general \| \| Ciclista \| Ciclista \| Equipo \| Tiempo \| \| \| --------------------- \| --------------------- \| --------------------- \| --------------------- \| --------------------- \| \| 1.º \| Jai Hindley \| Team Sunweb \| 85 h 22 min 07 s \| \| \| 2.º \| Tao Geoghegan Hart \| Ineos Grenadiers \| + 0 s \| \| \| 3.º \| Wilco Kelderman \| Team Sunweb \| + 1 min 32 s \| \| \| 4.º \| Pello Bilbao \| Bahrain McLaren \| + 2 min 51 s \| \| \| 5.º \| João Almeida \| Deceuninck-Quick Step \| + 3 min 14 s \| \| \| 6.º \| Jakob Fuglsang \| Astana \| + 6 min 32 s \| \| \| 7.º \| Vincenzo Nibali \| Trek-Segafredo \| + 7 min 46 s \| \| \| 8.º \| Patrick Konrad \| Bora-Hansgrohe \| + 8 min 05 s \| \| \| 9.º \| Fausto Masnada \| Deceuninck-Quick Step \| + 9 min 24 s \| \| \| 10.º \| Hermann Pernsteiner \| Bahrain McLaren \| + 10 min 08 s \| \| |                     |                       |                  |
| |                     |                       |                  |
| Fuente: ProCyclingStats |                     |                       |                  |
| Clasificación general |                     |                       |                  |
| Ciclista | Ciclista            | Equipo                | Tiempo           |
| 1.º | Jai Hindley         | Team Sunweb           | 85 h 22 min 07 s |
| 2.º | Tao Geoghegan Hart  | Ineos Grenadiers      | + 0 s            |
| 3.º | Wilco Kelderman     | Team Sunweb           | + 1 min 32 s     |
| 4.º | Pello Bilbao        | Bahrain McLaren       | + 2 min 51 s     |
| 5.º | João Almeida        | Deceuninck-Quick Step | + 3 min 14 s     |
| 6.º | Jakob Fuglsang      | Astana                | + 6 min 32 s     |
| 7.º | Vincenzo Nibali     | Trek-Segafredo        | + 7 min 46 s     |
| 8.º | Patrick Konrad      | Bora-Hansgrohe        | + 8 min 05 s     |
| 9.º | Fausto Masnada      | Deceuninck-Quick Step | + 9 min 24 s     |
| 10.º | Hermann Pernsteiner | Bahrain McLaren       | + 10 min 08 s    |

### Clasificación por puntos(Maglia Ciclamino)
| Clasificación por puntos | Clasificación por puntos | Clasificación por puntos    | Clasificación por puntos | Clasificación por puntos |
| Ciclista                 | Ciclista                 | Equipo                      | Puntos                   |                          |
| ------------------------ | ------------------------ | --------------------------- | ------------------------ | ------------------------ |
| 1.º                      | Arnaud Démare            | Groupama-FDJ                | 233 pts                  |                          |
| 2.º                      | Peter Sagan              | Bora-Hansgrohe              | 184 pts                  |                          |
| 3.º                      | João Almeida             | Deceuninck-Quick Step       | 101 pts                  |                          |
| 4.º                      | Andrea Vendrame          | AG2R La Mondiale            | 78 pts                   |                          |
| 5.º                      | Diego Ulissi             | UAE Team Emirates           | 77 pts                   |                          |
| 6.º                      | Josef Černý              | CCC Team                    | 73 pts                   |                          |
| 7.º                      | Filippo Ganna            | Ineos Grenadiers            | 72 pts                   |                          |
| 8.º                      | Simon Pellaud            | Androni Giocattoli-Sidermec | 70 pts                   |                          |
| 9.º                      | Tao Geoghegan Hart       | Ineos Grenadiers            | 66 pts                   |                          |
| 10.º                     | Patrick Konrad           | Bora-Hansgrohe              | 61 pts                   |                          |

### Clasificación de la montaña(Maglia Azzurra)
| Clasificación de la montaña | Clasificación de la montaña | Clasificación de la montaña | Clasificación de la montaña | Clasificación de la montaña |
| Ciclista                    | Ciclista                    | Equipo                      | Puntos                      |                             |
| --------------------------- | --------------------------- | --------------------------- | --------------------------- | --------------------------- |
| 1.º                         | Ruben Guerreiro             | EF Pro Cycling              | 234 pts                     |                             |
| 2.º                         | Tao Geoghegan Hart          | Ineos Grenadiers            | 157 pts                     |                             |
| 3.º                         | Thomas de Gendt             | Lotto-Soudal                | 122 pts                     |                             |
| 4.º                         | Rohan Dennis                | Ineos Grenadiers            | 119 pts                     |                             |
| 5.º                         | Ben O'Connor                | NTT Pro Cycling             | 71 pts                      |                             |
| 6.º                         | Jai Hindley                 | Team Sunweb                 | 71 pts                      |                             |
| 7.º                         | Wilco Kelderman             | Team Sunweb                 | 55 pts                      |                             |
| 8.º                         | Filippo Ganna               | Ineos Grenadiers            | 48 pts                      |                             |
| 9.º                         | Jonathan Castroviejo        | Ineos Grenadiers            | 45 pts                      |                             |
| 10.º                        | Einer Rubio                 | Movistar Team               | 44 pts                      |                             |

### Clasificación de los jóvenes(Maglia Bianca)
| Clasificación del mejor joven | Clasificación del mejor joven | Clasificación del mejor joven | Clasificación del mejor joven | Clasificación del mejor joven |
| Ciclista                      | Ciclista                      | Equipo                        | Tiempo                        |                               |
| ----------------------------- | ----------------------------- | ----------------------------- | ----------------------------- | ----------------------------- |
| 1.º                           | Jai Hindley                   | Team Sunweb                   | 85 h 22 min 07 s              |                               |
| 2.º                           | Tao Geoghegan Hart            | Ineos Grenadiers              | + 0 s                         |                               |
| 3.º                           | João Almeida                  | Deceuninck-Quick Step         | + 3 min 14 s                  |                               |
| 4.º                           | Sergio Samitier               | Movistar Team                 | + 34 min 12 s                 |                               |
| 5.º                           | James Knox                    | Deceuninck-Quick Step         | + 36 min 46 s                 |                               |
| 6.º                           | Brandon McNulty               | UAE Team Emirates             | + 38 min 22 s                 |                               |
| 7.º                           | Aurélien Paret-Peintre        | AG2R La Mondiale              | + 44 min 49 s                 |                               |
| 8.º                           | Ben O'Connor                  | NTT Pro Cycling               | + 1 h 02 min 37 s             |                               |
| 9.º                           | Sam Oomen                     | Team Sunweb                   | + 1 h 03 min 10 s             |                               |
| 10.º                          | Matteo Fabbro                 | Bora-Hansgrohe                | + 1 h 12 min 47 s             |                               |

### Clasificación por equipos"Súper team"
| Clasificación por equipos | Clasificación por equipos | Clasificación por equipos | Clasificación por equipos |
| Equipo                    | Equipo                    | Tiempo                    |                           |
| ------------------------- | ------------------------- | ------------------------- | ------------------------- |
| 1.º                       | Ineos Grenadiers          | 256 h 22 min 40 s         |                           |
| 2.º                       | Deceuninck-Quick Step     | + 20 min 37 s             |                           |
| 3.º                       | Team Sunweb               | + 27 min 43 s             |                           |
| 4.º                       | Bahrain McLaren           | + 30 min 22 s             |                           |
| 5.º                       | Bora-Hansgrohe            | + 1 h 09 min 29 s         |                           |
| 6.º                       | NTT Pro Cycling           | + 1 h 48 min 39 s         |                           |
| 7.º                       | AG2R La Mondiale          | + 2 h 01 min 45 s         |                           |
| 8.º                       | Movistar Team             | + 2 h 02 min 59 s         |                           |
| 9.º                       | Astana                    | + 2 h 26 min 49 s         |                           |
| 10.º                      | Trek-Segafredo            | + 2 h 37 min 51 s         |                           |

## Abandonos
Ninguno.